# Peter Jenny (Architekt)

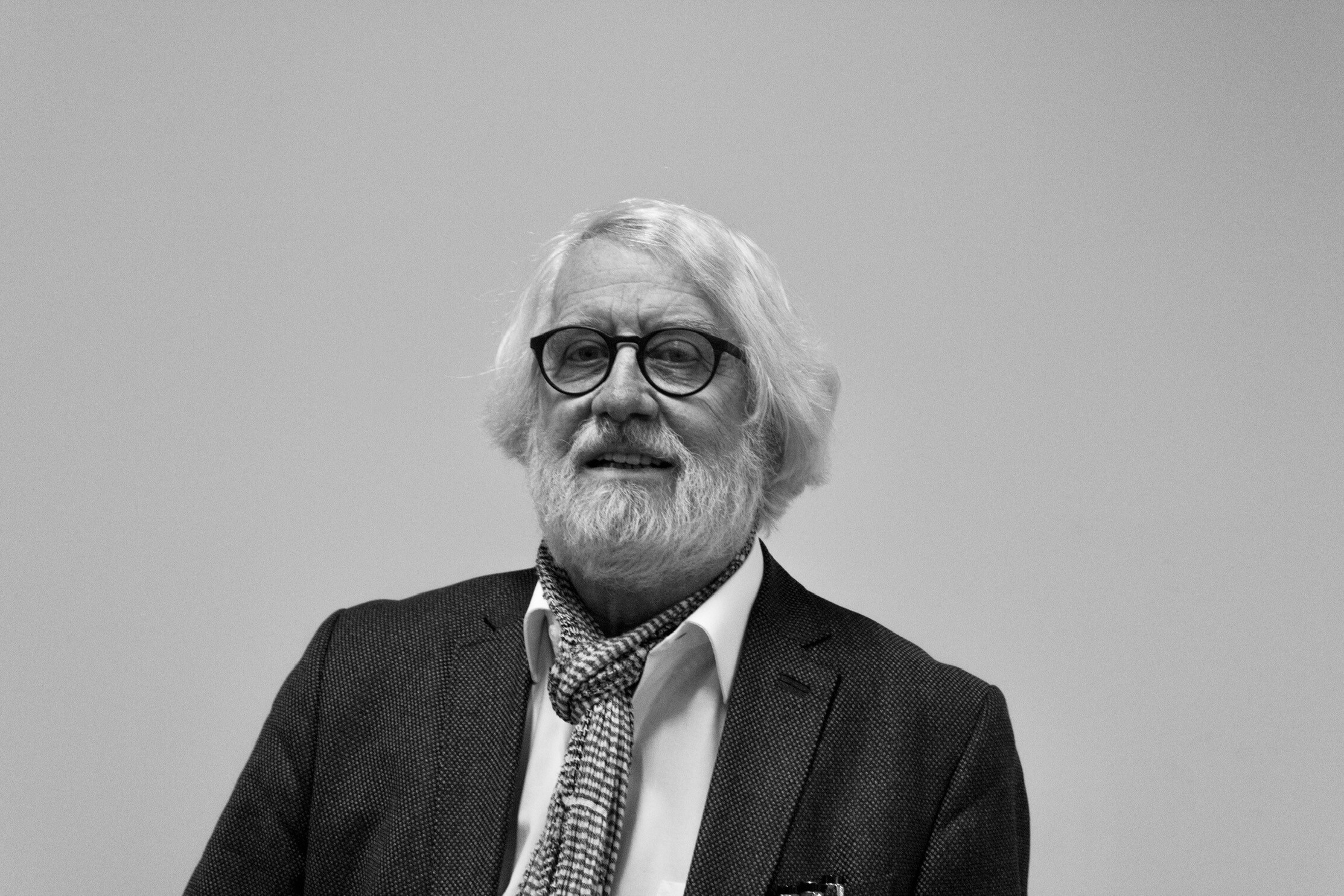
Peter Jenny (2018)

Peter Jenny (* 16. Mai 1942 in Sool GL) ist ein emeritierter Schweizer Professor für Gestalten und Autor.

## Leben
Jenny absolvierte ab 1958 eine gestalterische Ausbildung und danach einen Kurs an der Kunstgewerbeschule Zürich in Typografie, Fotografie, Grafik und experimenteller Gestaltung.
Von 1965 bis 1972 war er Inhaber eines Büros für Gestaltung mit Spezialisierung auf kulturelle Bereiche und Gestalter der kulturellen Monatszeitschrift Du. 1971 gehörte er zu den Gründern der F+F Schule für experimentelle Gestaltung (heute F+F Schule für Kunst und Design).
Ab Juni 1977 wurde Jenny Professor für Bildnerisches Gestalten an der Architekturabteilung der ETH Zürich, ab 1983 war er ordentlicher Professor.
Von 1990 bis 1992 war er Vorsteher des Departements Architektur an der ETH Zürich. Im September 2007 wurde er emeritiert.
Jenny ist seit 2022 Ehrenmitglied der Anna-Göldi-Stiftung.

## Veröffentlichungen
- Notizen zur Fotogestaltung. Verlag Hermann Schmidt, 2017, ISBN 978-3-87439-900-5.
- Bild sucht Bild. Verlag Hermann Schmidt, 2013, ISBN 978-3-87439-845-9.
- Ihr Spiel mit dem Feuer. Verlag Hermann Schmidt, 2010, ISBN 978-3-87439-812-1.
- Vorher / Nachher. Verlag Hermann Schmidt, 2007, ISBN 978-3-87439-743-8.
- Wahrnehmungswerkstatt. Verlag Hermann Schmidt, 2006, ISBN 3-87439-712-2.
- Metaphern zur Wahrnehmungskunst. GTA Verlag, 2005, ISBN 3-85676-167-5.
- Notizen zur Fototechnik. 12., unveränd. Aufl. VDF Hochschulverlag, 2012, ISBN 978-3-7281-3268-0.
- Zeichnen im Kopf. Verlag Hermann Schmidt, 2013, ISBN 978-3-87439-672-1.
- Anleitung zum falsch Zeichnen. Verlag Hermann Schmidt, 2013, ISBN 978-3-87439-636-3.
- Notizen zum figürlichen Zeichnen. Verlag Hermann Schmidt, 2013, ISBN 978-3-87439-633-2.
- Bildkonzepte. VDF Hochschulverlag, 1996, ISBN 3-7281-2734-5.
- Notizen zur Zeichentechnik. Verlag Hermann Schmidt, 2013, ISBN 978-3-87439-795-7.
- Das Wort, das Spiel, das Bild. VDF Hochschulverlag, 1996, ISBN 3-7281-2131-2.
- Bildrezepte. VDF Hochschulverlag, 1996, ISBN 3-7281-2174-6.
- Farbhunger. VDF Hochschulverlag, 1994, ISBN 3-7281-3268-3.
- Die sensuellen Grundlagen der Gestaltung. VDF Hochschulverlag, 1991, ISBN 3-7281-1867-2.
- Quer / Aug / Ein. VDF Hochschulverlag, 1989, ISBN 3-7281-1661-0.
- Zeichnen und Bezeichnen / Sign and Design. ETH Zürich, 1981.